# Mirjami Kuosmanen
Mirjami Kuosmanen (ur. 22 lutego 1915 w Keuruu, zm. 5 sierpnia 1963 w Helsinkach) – fińska aktorka i scenarzystka. Na przestrzeni lat 1937–1956 wystąpiła w 24 produkcjach. Była żoną filmowca Erika Blomberga, z którym miała czworo dzieci.

## Wybrana filmografia
- Biały ren (Valkoinen peura) (1952)